# Марек Шпилар
Марек Шпилар (11. фебруар 1975 — 7. септембар 2013) био је словачки фудбалер. Умро је у септембру 2013. године у 38. години када је извршио самоубиство скоком са прозора петог спрата зграде у граду Прешов.

## Каријера
Током каријере играо је за Кошице, Бањик Остраву, Клуб Бриж и многе друге клубове.

## Репрезентација
За репрезентацију Словачке дебитовао је 1997. године, а укупно је одиграо 30 утакмица.

## Статистика
| Словачка | Словачка | Словачка |
| Год.     | Ута.     | Гол.     |
| -------- | -------- | -------- |
| 1997     | 11       | 0        |
| 1998     | 12       | 0        |
| 1999     | 1        | 0        |
| 2000     | 0        | 0        |
| 2001     | 0        | 0        |
| 2002     | 6        | 0        |
| Укупно   | 30       | 0        |